# セキアヒルズ
セキアヒルズは、熊本県玉名郡南関町にあるリゾート施設である。

## 概要
南関町の北西部、福岡県大牟田市との県境付近に位置している。
1998年（平成10年）4月、九州におけるアウトレットモールのはしりとして開業した。当初は多くの客が詰めかけ、貸し切りバスを使ったツアーが組まれていたり、周辺道路で大渋滞を引き起こしたりしたこともあったが、小高い丘の上にあるという立地や、2001年のゆめタウン大牟田（大牟田市）の開業など周辺商業施設との競合により、特に日用品部門で苦戦を強いられるようになった。また、2000年のオサダグレートランド（現在は更地）を始め、アウトレット部門でも撤退が相次ぎ、2000年代後半にはホテルセキアに近い場所に数店舗が残るのみとなっていたが、それらも軒並み閉店。2012年には店舗跡や駐車場の大半をソーラーパネルによる発電施設に転換し、2018年1月現在も営業している施設はホテルセキアとホテルに付帯するチャペルのみとなっている。
2002年、運営していた福南開発（大牟田市）が民事再生法を申請。2003年4月1日、アメリカの大手投資銀行、ゴールドマン・サックスグループの子会社が買収した。その後、九州リースサービスを経て、2008年11月からはサイカンホールディングスが所有者となっている。

## 施設
- ホテルセキア

## 交通
- 九州自動車道南関ICより車で5分
  - 南関ICより直進し、福岡県道・熊本県道5号大牟田南関線をしばらく走ると入口の看板がある。
- JR鹿児島本線・西鉄天神大牟田線大牟田駅よりシャトルバスあり（約30分）

## 関連記事
- セキアサーキット
- 県境